# 幸野賀一
幸野 賀一（こうの がいち、1962年10月1日 - ）は、日本の俳優。千葉県出身。身長172cm。加川事務所に所属していた。

## 出演

### 映画
- 罵詈雑言（1996年）
- 三毛猫ホームズの推理 ディレクターズ・カット（1998年）
- SADA〜戯作・阿部定の生涯（1998年）
- ノーパン妻 週末は不倫狂い（1999年）
- 不倫女医の舌技カルテ（1999年）
- 地獄（1999年） - 館弁護士
- 援交コギャル おじ様に溺れて（2000年）
- 痴漢電車 手のひらで桃尻を（2000年）
- 借王 -THE MOVIE 2000-（2000年）
- ミニスカ教師 そそる脚線美（2000年）
- うつしみ（2000年） - ジムのオーナー
- 愛人・人妻 ふしだらな性癖（2000年）
- 痴漢電車 みだらメス発情（2001年）
- 女ざかり、SEX漫画（2001年）
- 息もできない長いKISS（2001年） - 電話の男[1]
- 人妻催眠 濡れつぼみ（2001年）
- 自殺サークル（2002年）
- 発情義母 息子いじり（2002年） - 兄
- 独身OL 欲しくて、濡れて（2002年） - 青葉邦男
- 奴隷性愛 私のおもちゃ（2003年） - 門脇利夫
- はぴぃ義賊
- アイアンガール ULTIMATE WEAPON[2]（2015年）

### テレビドラマ
- ウルトラマンティガ 第17話「赤と青の戦い」（1996年）・第18話「ゴルザの逆襲」（1997年） - ニュースキャスター
- お天気お姉さん2 リョーコ PriPri（1997年）
- プロデューサーになりたい（1997年）
- 女弁護士水島由里子の危険な事件ファイル1（1997年）
- はるちゃん2（1998年）
- 三毛猫ホームズシリーズ2（1998年）
- 美少女新世紀 GAZER 第1話「何かが道をやってくる」（1998年）
- LOVE理論 第6話（2015年） - 仙田狂太 役

### オリジナルビデオ
- THE（秘）面接 就職戦線異常アリ!?（2001年）
- SFX巨人伝説ライン Vol.2（2003年）
- 日本極道戦争3・4（2019年） - 北海道 道心会尾花組組長 尾花実
- 織田同志会 織田征仁1・2（2020年） - 相模会組員

### 舞台
- KuDAN